# PostSecret
PostSecret is een doorlopend gemeenschappelijk kunstproject in Verenigde Staten waarbij mensen anoniem briefkaarten sturen met daarop een geheim. De kaarten worden op een website geplaatst waar ze door anderen te bekijken zijn.   

## Achtergrond van de site
Het project PostSecret is begonnen toen de Amerikaan Frank Warren duizenden aan zichzelf geadresseerde, blanco briefkaarten maakte die hij achterliet op willekeurige plekken. Op de adreskant stond een korte oproep:

Je wordt uitgenodigd om anoniem een geheim bij te dragen aan een groepskunst-project. Je geheim kan gaan over spijt, angst, verraad, verlangen, een bekentenis of vernedering in je jeugd. Onthul iets - zolang je het nog nooit met iemand anders gedeeld hebt. 
 
Warren gaf daarbij ook nog een tip: 

Wees creatief - laat de briefkaart je schildersdoek zijn.
  
Op januari 2005 opende Frank Warren de site postsecret.blogspot.com. Op deze site worden de door hem geselecteerde briefkaarten geplaatst. De site bevat ook een oproep tot, en instructies voor, het maken en versturen van zelfgemaakte kaarten met een geheim.

Naar het adres van Warren zijn sinds die tijd ruim 75,000 originele briefkaarten gestuurd. In eerste instantie kwamen de postkaarten vooral uit Amerika maar nu komen ze vanuit de hele wereld. Het idee van het project is eenvoudig: Mensen zetten een geheim op een zelf gemaakte en versierde postkaart en sturen deze anoniem en per post op naar het adres van Frank Warren. Hij scant de meest treffende kaarten in en plaats elke zondag 20 tot 40 nieuwe kaarten op de pagina. Er zijn geen restricties met betrekking tot de inhoud van de kaarten, behalve dat het een nog niet eerder openbaar gemaakt en echt geheim moet zijn. In de praktijk sturen mensen geheimen in over bijvoorbeeld gênante gewoonten, geheime verlangens, seksueel misbruik en dromen voor de toekomst.

## Historische analogie
Het publiceren van brieven kent een lange traditie in de literatuur. Het genre briefroman was erg populair in de 18e eeuw. Ook tekeningen, korte berichten, geheimen en bekentenissen kwamen daarin voor. 
Voor zover bekend is de oudste publicatie gericht op geheimen, en met het medium briefkaart, het in 1973 verschenen Variable Piece 4: Secrets van de conceptuele kunstenaar Douglas Huebler. Het boek bevatte bijna 1800 geheimen van anonieme inzenders. 

## Aandacht van de pers
Het project heeft in Amerika veel publiciteit gekregen. De City Paper van Washington D.C. drukt bijvoorbeeld wekelijks een briefkaart af in de krant. 

In de zesde jaarlijkse Weblog Awards in 2006 kreeg de site PostSecret vijf Bloggies: Best American Weblog, Best Topical Weblog, Best Community Weblog, Best New Weblog, and Weblog of the Year.

## Publicaties
Er zijn inmiddels meerdere boeken met postkaarten gepubliceerd:
- PostSecret: Extraordinary Confessions from Ordinary Lives (ISBN 0-06-089919-0), verschenen op 1 december 2005.
- My Secret: A PostSecret Book (ISBN 0-06-119668-1), verschenen op 24 oktober 2006.
- The Secret Lives of Men and Women: A PostSecret Book (ISBN 0-06-119875-7), verschenen op 9 januari 2007.
- A Lifetime of Secrets: A PostSecret Book (ISBN 0-06-123860-0), verschenen op 9 oktober 2007.
- Confessions on Life, Death, & God, verschenen op 6 oktober 2009.